# 共通善
共通善（きょうつうぜん、英: common good)とは、個人や一部の集団にとっての善ではなく政治社会全体の共通の善のことである。
アリストテレスの『政治学』で説かれた「共通の利益」に由来し、近年ではマッキンタイアをはじめとする共同体主義者（コミュニタリアン）がこの考え方を重視する。